# Monumenti funebri dei cardinali Ascanio Sforza e Girolamo Basso della Rovere
I Monumenti funebri dei cardinali Ascanio Sforza e Girolamo Basso della Rovere sono una coppia di sepolture monumentali di Andrea Sansovino, databili rispettivamente al 1505 e al 1507, conservati nella basilica di Santa Maria del Popolo a Roma.

## Storia
Il coro di Santa Maria del Popolo venne fatto ristrutturare da Bramante su incarico del cardinale Ascanio Sforza, che poi vi si fece seppellire in un monumento del Sansovino, completato nel 1505 e collocato sulla parete sinistra. Qualche anno dopo lo stesso artista eseguì un monumento gemello per un altro benefattore della chiesa, il cardinale Girolamo Basso della Rovere, sulla parete opposta.
Ampiamente descritti dal Vasari, che giudicò il primo ancora un po' duro nelle forme e il secondo invece di sciolto virtuosismo, ispirarono anche Michelangelo per la tomba di Giulio II, dal secondo progetto in poi.

## Descrizione e stile
I due monumenti sono ad arcosolio e riecheggiano un arco di trionfo, sebbene usando anche elementi più tradizionali, di derivazione quattrocentesca, come l'architettura molto ornata. 
Sopra uno zoccolo liscio si trova il basamento, con al centro l'iscrizione, e ai lati, leggermente avanzati rifacendosi alla parte superiore, si trovano gli stemmi dei cardinali affiancati da rilievi. La parte superiore, dotata di un nuovo zoccolo, ha al centro la grande apertura ad arco, dove si trova la cassa con sopra il catafalco del defunto, il quale è ritratto come addormentato e voltato verso lo spettatore, con la testa poggiata su un gomito. Si tratta di una ripresa dei modelli dell'arte etrusca, in contrapposizione al modello tradizionale che vedeva il defunto disteso in maniera più rigida. In questa scelta potrebbe nmanifestarsi la nuova concezione che esalta la persona vivente e attiva, al posto della piatta visione gotica celebrante un morto.
Nella lunetta si trova la Madonna col Bambino entro un medaglione. Ai lati si trovano due nicchie con calotta a conchiglia e affiancate da colonne libere (come nell'Arco di Costantino), contenenti statue di figure allegoriche; altre due personificazioni simboliche, sedute, si trovano nella parte superiore, affiancate da candelabri. La cimasa mostra un motivo a conchiglia e volute, oltre il quale stanno gli stemmi e le figure dell'Eterno o Cristo benedicenti, tra due angeli protafiaccola.